# Marie Storms
Marie Pauline Julia Storms z domu Puissant (ur. 19 grudnia 1885 w Merbes-le-Château) – belgijska tenisistka, odnosząca największe sukcesy sportowe w latach dwudziestych XX wieku.
W 1920 roku Storms w parze z rodaczką Fernande Arendt zajęła czwarte miejsce w konkurencji gry podwójnej kobiet na letnich igrzyskach olimpijskich rozgrywanych w Antwerpii. Zawodniczki gospodarzy przegrały mecz o brązowy medal z Francuzkami Suzanne Lenglen i Élisabeth d’Ayen, ale mimo to odnotowały najlepszy występ spośród wszystkich Belgijek startujących w turnieju olimpijskim. W grze pojedynczej odpadła w pierwszej rundzie, a w grze mieszanej w ćwierćfinale (jej partnerem był Stéphane Halot). W 1924 roku startowała także w Paryżu. W grze pojedynczej i w grze podwójnej została wyeliminowana w drugiej rundzie.